# Provincia Cagliari
Cagliari a fost o provincie în regiunea Sardinia, Italia. A fost desființată în 2016, când a fost divizată în Orașul Metropolitan Cagliari (care cuprinde 17 comune din cele 71 ale regiunii), și provincia Sardinia de Sud.